# Królestwo Hawajów
Królestwo Hawajów – państwo istniejące na Hawajach w latach 1795–1893. Zamieszkiwane głównie przez Hawajczyków i Amerykanów. W czasach tych w kulturze europejskiej wyspy hawajskie funkcjonowały pod dwiema nazwami: Wyspy Sandwich (nazwa nadana archipelagowi w 1778 roku przez jego odkrywcę Jamesa Cooka) i Hawaje (nazwa lokalna, od największej wyspy, Hawaiʻi).

## Zjednoczenie
Na Hawajach istniało wiele małych królestw. Zjednoczył je w 1795 król Kamehameha I, który założył dynastię panującą do 1874. Doprowadził do zakończenia wojen domowych. W 1810 zjednoczyły się wyspy:
1. Oʻahu
2. Maui
3. Molokaʻi
4. Lānaʻi
5. Hawaiʻi
6. Kauaʻi
7. Niʻihau
8. Kahoʻolawe
9. Palmyra (do Hawajów: 1862–1959)

## Królowie
Dynastia Kamehameha
- Kamehameha I (1795–1819)
- Kamehameha II (1819–1824)
- Kamehameha III (1825–1854)
- Kamehameha IV (1854–1863)
- Kamehameha V (1863–1872)

Lunalilo
- William C. Lunalilo (1873–1874)

Dynastia Kalākaua
- David Kalākaua (1874–1891)
- Liliʻuokalani (1891–1893)

## Upadek
W 1840 król Kamehameha III nadał Hawajom konstytucję wzorowaną na prawie angielskim i konstytucji amerykańskiej. Powoływała ona do życia pierwszy hawajski parlament – Zgromadzenie Ustawodawcze. Gwarantami suwerenności państwa były Stany Zjednoczone, Francja i Wielka Brytania. Konstytucja ta utrzymała się dwanaście lat. Kolejne konstytucje uchwalano w latach 1852, 1864 i 1887. W roku 1851 Kamehameha III powierzył pieczę nad swym królestwem Stanom Zjednoczonym. W 1887 USA uzyskały prawo do budowy na terytorium królestwa Pearl Harbor.
W 1891 r. królową została Liliʻuokalani. W tym czasie organizował się Klub Aneksyjny – ruch obcokrajowców dążących do obalenia monarchii i włączenia Hawajów do Stanów Zjednoczonych. W odpowiedzi na to rdzenni Hawajczycy wystąpili z żądaniem uchwalenia nowej konstytucji. 14 stycznia 1893 roku, czyli w dzień zamknięcia sesji Parlamentu, królowa miała podpisać nową konstytucję, czemu przeciwni byli członkowie jej gabinetu. W związku z groźbą zejścia na ląd oddziałów amerykańskiej piechoty morskiej z USS „Boston”, który stał na kotwicy w porcie Honolulu, 15 stycznia, Liliʻuokalani obiecała odłożyć zmiany konstytucyjne i poczekać na rozpoczęcie kolejnej sesji zgromadzenia ustawodawczego. 16 stycznia 1893 przed pałacem zebrała się pokojowa demonstracja rdzennych obywateli. W związku z tym amerykański minister ds. Hawajów John L. Stevens rozkazał stu sześćdziesięciu uzbrojonym komandosom zejść na ląd. Jeden z członków Klubu Aneksyjnego, Sanford Dole, został nominowany na stanowisko prezesa rządu tymczasowego. Za datę końca monarchii uznaje się 17 stycznia 1893, kiedy to Liliʻuokalani zgodziła się zrzec tronu pod warunkiem, że władzę przejmą Stany Zjednoczone, a mimo to ogłoszono, że prezes Dole i samozwańczy rząd tymczasowy (oficjalnie: Rząd tymczasowy) przejmują władzę na Hawajach.

## Podział administracyjny
Administracyjnie państwo hawajskie dzieliło się na prowincje:
1. Kauaʻi
2. Oʻahu
3. Maui
4. Hawaiʻi